# Dan Bakkedahl
Dan Bakkedahl (Rochester, 18 novembre 1969) è un attore e comico statunitense.
Uno di sette fratelli, è nato da genitori tedeschi.
Formatosi teatralmente presso l'Università statale della Florida, ha due figli dalla moglie Irene, sposata nel 2003.
La carriera cinematografica iniziò nel 2002 prendendo parte in diverse commedie, tra cui Corpi da reato con Sandra Bullock. Ha anche recitato in diverse serie televisive ed è stato uno dei protagonisti della sitcom Life in Pieces.

## Filmografia parziale

### Cinema
- Observe and Report, regia di Jody Hill (2009)
- Questi sono i 40 (This Is 40), regia di Judd Apatow (2012)
- Corpi da reato (The Heat), regia di Paul Feig (2013)
- Hitman: Agent 47, regia di Aleksander Bach (2015)
- L'ultima parola - La vera storia di Dalton Trumbo (Trumbo), regia di Jay Roach (2015)
- Duri si diventa (Get Hard), regia di Etan Cohen (2015)
- Animali da ufficio (Corporate Animals), regia di Patrick Brice (2019)
- Buddy Games, regia di Josh Duhamel (2019)

### Televisione
- 30 Rock – serie TV, episodio 1x17 (2007)
- How I Met Your Mother – serie TV, episodio 6x08 (2010)
- Veep - Vicepresidente incompetente (Veep) – serie TV, 24 episodi (2012-2019)
- The Goldbergs – serie TV (2014-in corso)
- Life in Pieces - serie TV, 79 episodi (2015-2019)
- Loop (Tales from the Loop) – serie TV, 3 episodi (2020)
- Space Force - serie TV (2020-in corso)
- Made for Love – serie TV, 14 episodi (2021-2022)
- American Crime Story – serie TV, episodi 3x05-3x06 (2021)

## Doppiatori italiani
Nelle versioni in italiano delle opere in cui ha recitato, Dan Bakkedahl è stato doppiato da:
- Ambrogio Colombo in Veep - Vicepresidente incompetente, Hitman: Agent 47
- Alessio Cigliano in Corpi da reato, The Goldbergs
- Enzo Avolio in Brooklyn Nine-Nine, Duri si diventa
- Mino Caprio in Law & Order - I due volti della giustizia
- Raffaele Palmieri in Life in Pieces
- Gaetano Varcasia in Observe and Report
- Pietro Ubaldi in How I Met Your Mother
- Andrea Bolognini in Community (ep. 3x06, 3x13)
- Roberto Accornero in Community (ep. 3x21, 3x22)
- Angelo Maggi in L'ultima parola - La vera storia di Dalton Trumbo
- Roberto Stocchi in Major Crimes
- Fabio Gervasi in The Escort
- Massimo De Ambrosis in Made for Love
- Enrico Di Troia in American Crime Story
- Giorgio Locuratolo in Tulsa King